# هرسن (داکوتای جنوبی)
هرسن(به انگلیسی: Harrison) شهری در ایالت داکوتای جنوبی کشور ایالات متحده آمریکا است که جمعیت آن در سرشماری سال ۲۰۱۰ میلادی، ۵۲ نفر بوده‌است.